# エドゥアール・デタイユ
エドゥアール・デタイユ（Jean-Baptiste Édouard Detaille、1848年10月5日 - 1912年12月23日）はフランスの画家。軍事芸術作品を描いた。

## 略歴
パリで生まれた。祖父はナポレオン軍に武器を納入した人物で、父親は、アマチュア画家で、オラース・ヴェルネのような有名な画家や、多くのコレクターを友人に持つ人物であった。父親に望まれて画家になる修行をした。17歳になった時、戦争画を得意とした画家のエルネスト・メソニエの弟子になった。
1867年にサロン・ド・パリに初めて出展し 、1868年に軍楽隊を描いた絵画を出展し、画家としての評価が高まった。1870年にエティエンヌ＝プロスペル・ベルン＝ベルクール(1838–1910)、アレクサンドル・ルイ・ルロワール(1843-1884)とジャン＝ジョルジュ・ヴィベール(1840-1902)の3人の若い画家とアルジェリアを旅した。
1870年に普仏戦争が始まると、フランス陸軍に召集され、機動連隊に属した。この戦争の経験が多くの戦争や軍人を描いた作品に生かされた。1885年に「フランス陸軍」( L'Armée Française)という画集を出版した。
1872年にレジオンドヌール勲章（シュバリエ）を受勲し、1881年にオフィシエ、1897年にコマンドゥールを受勲した。

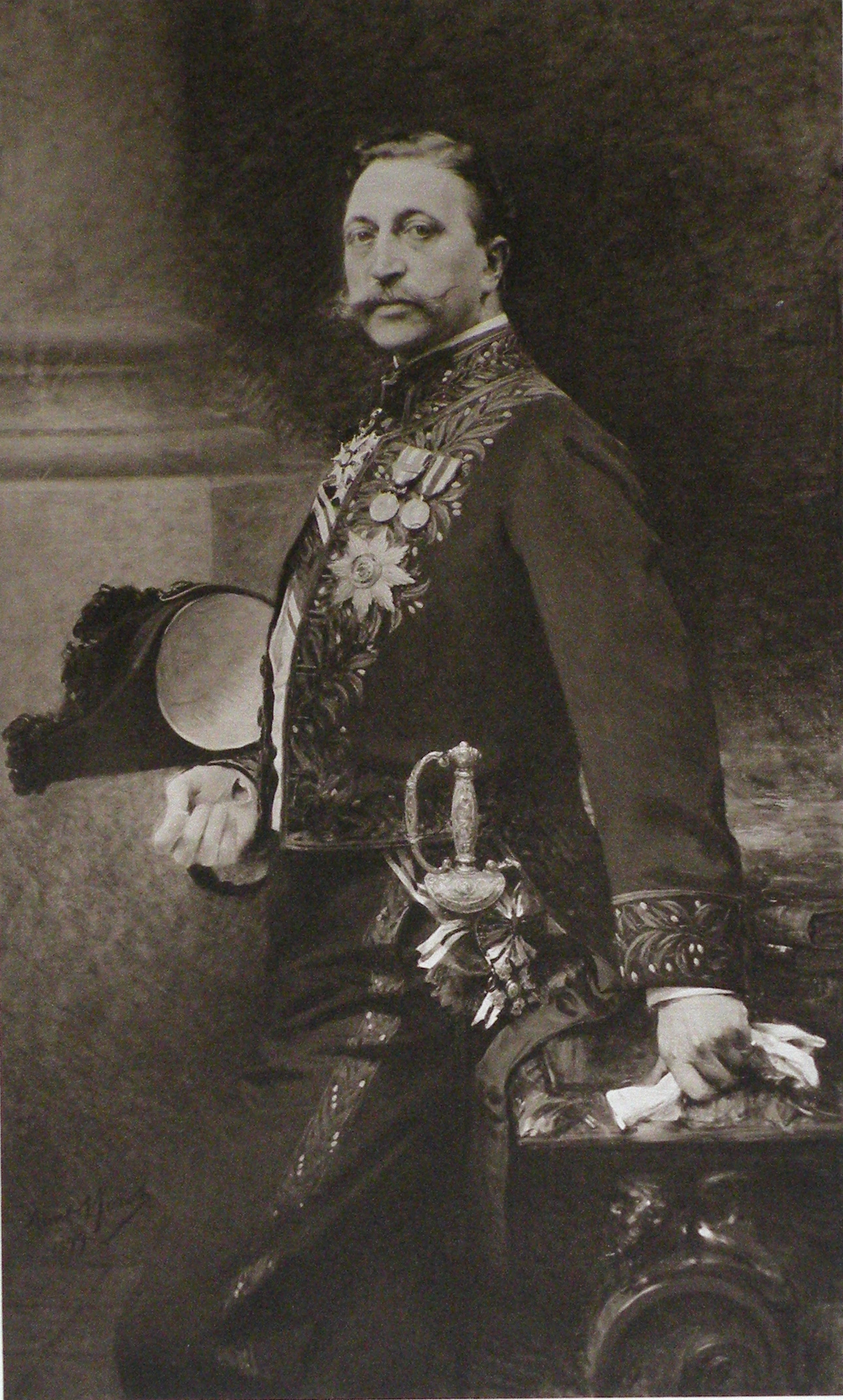
エメ・モローによる肖像画（1899年）

## 作品

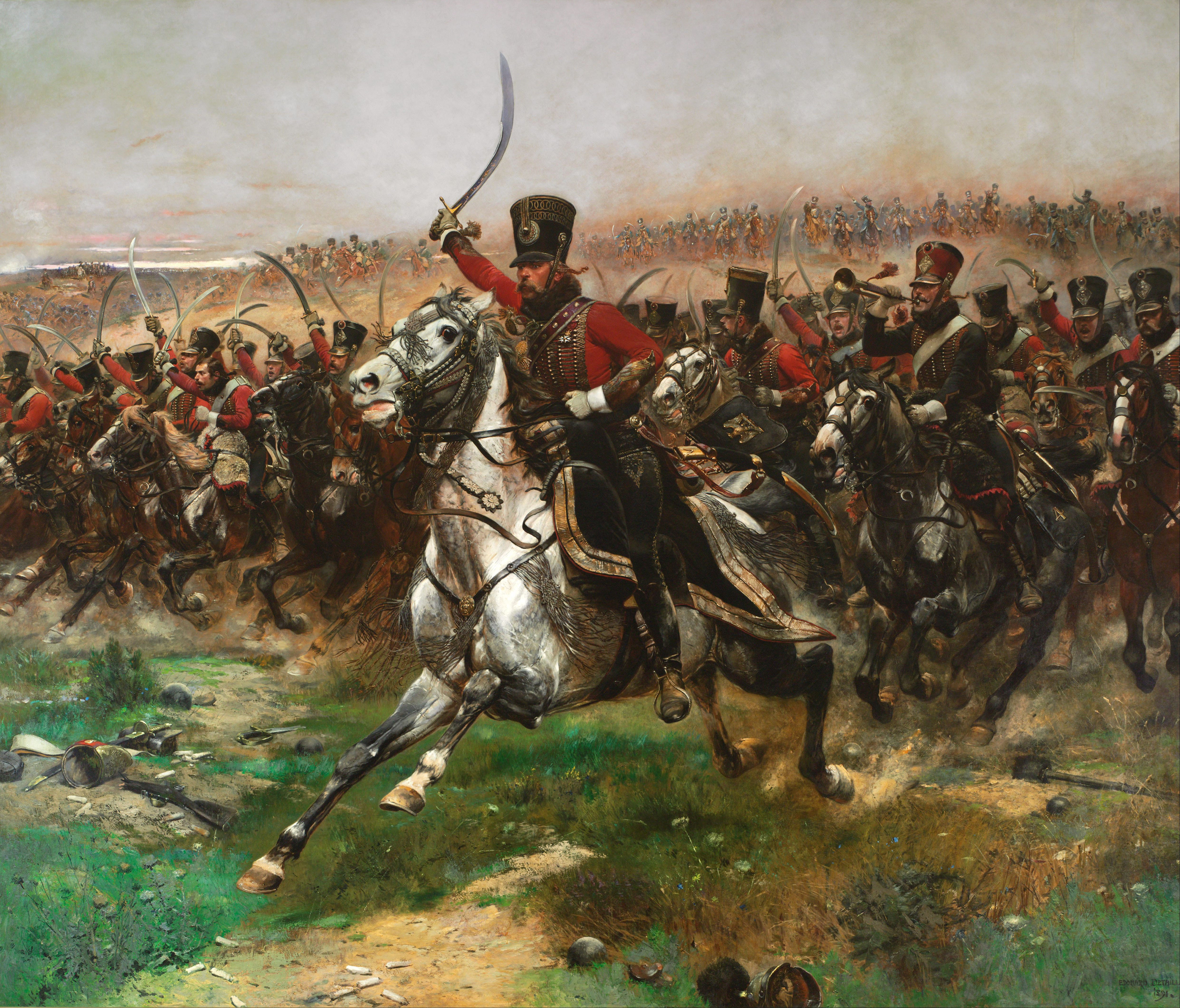
「皇帝万歳（英語版）」
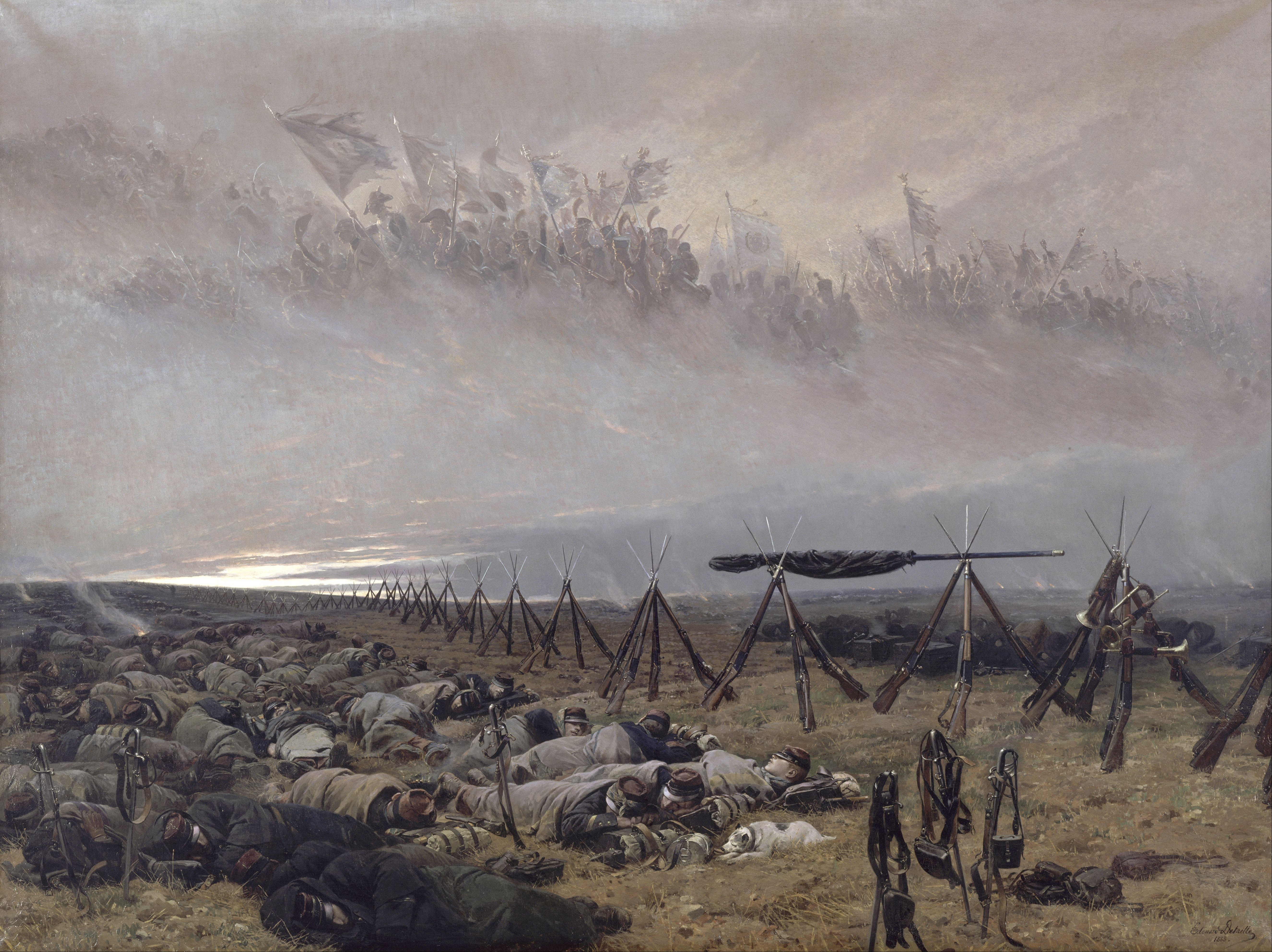
「	兵士たちの夢」
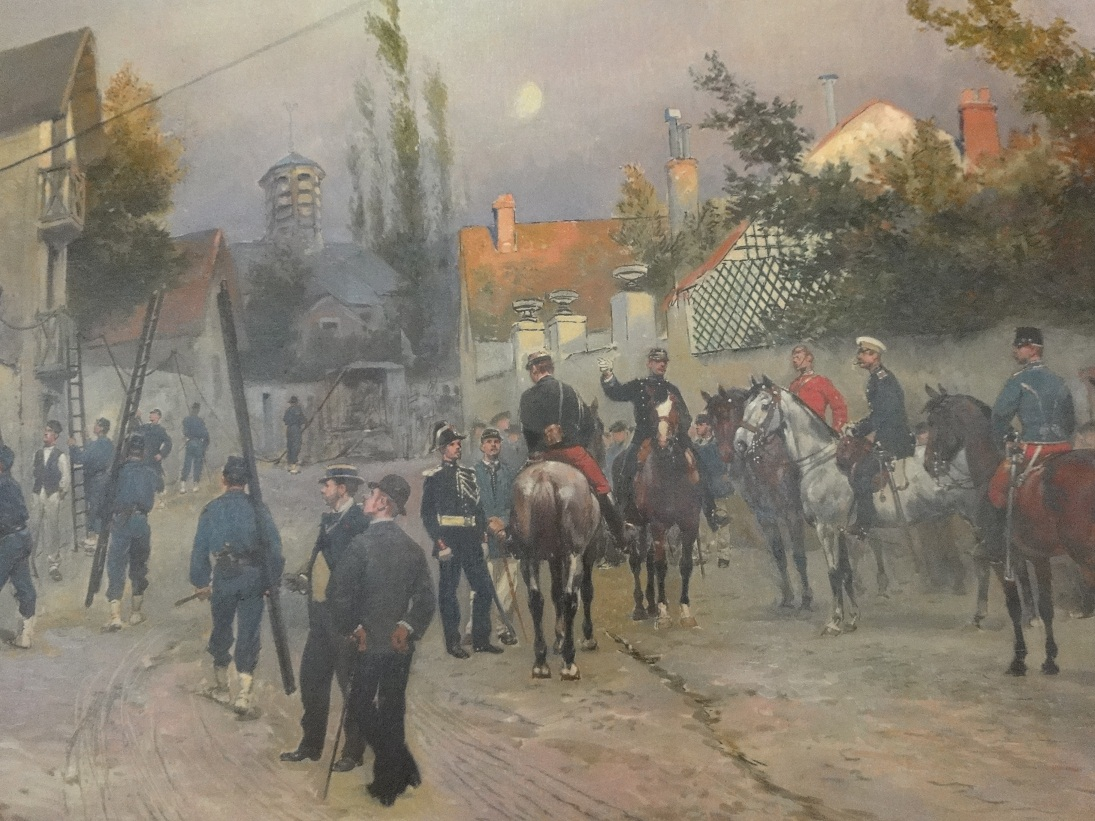
観戦武官の前で働く電信部隊(1880)

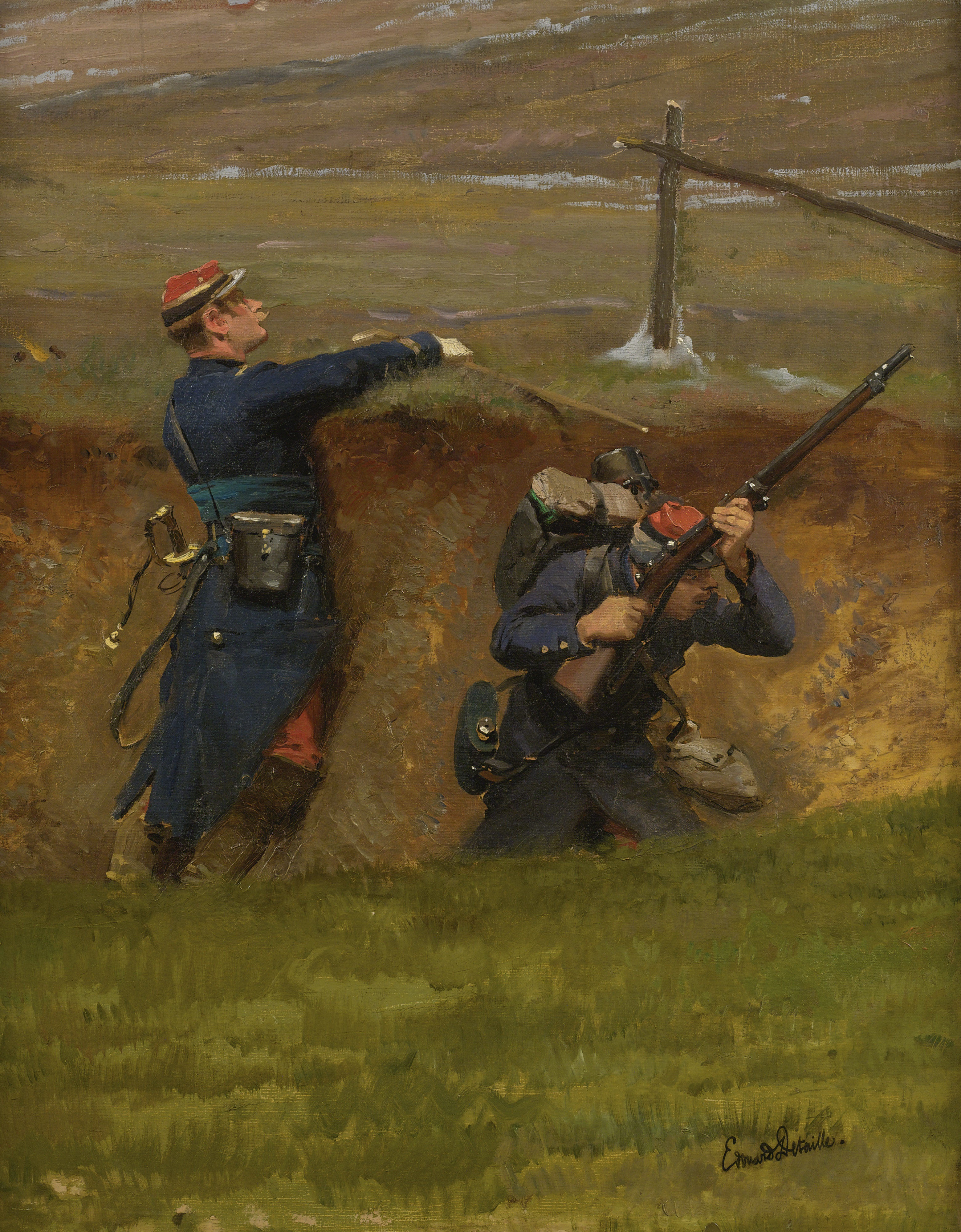
「塹壕で」
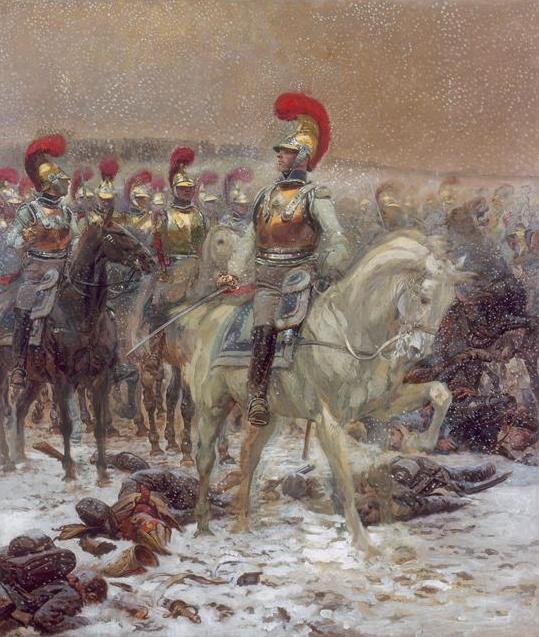
ロシアの戦いの竜騎兵
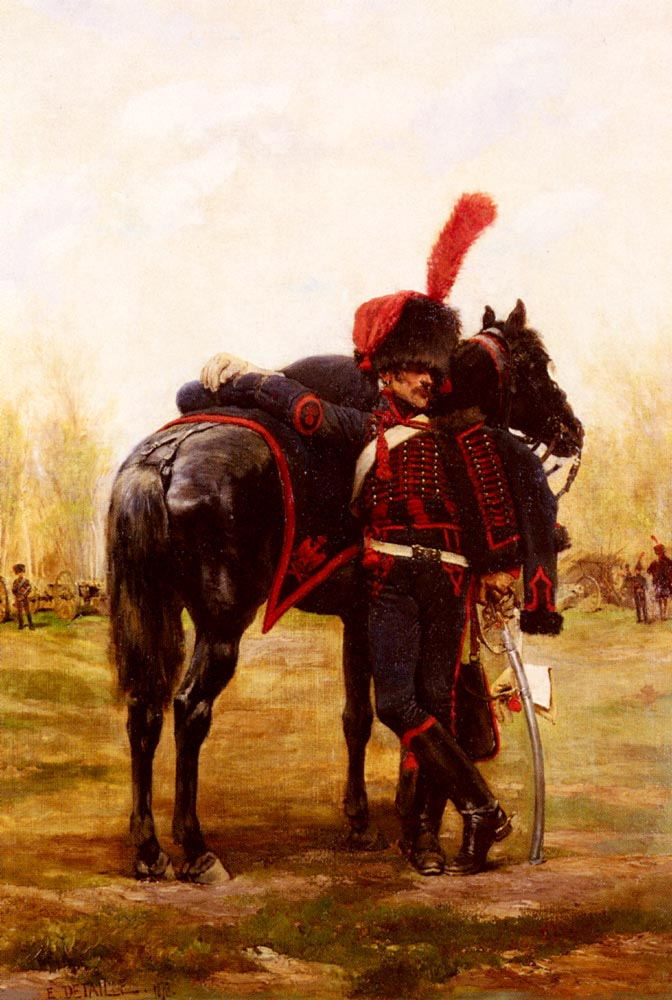
親衛隊の砲兵
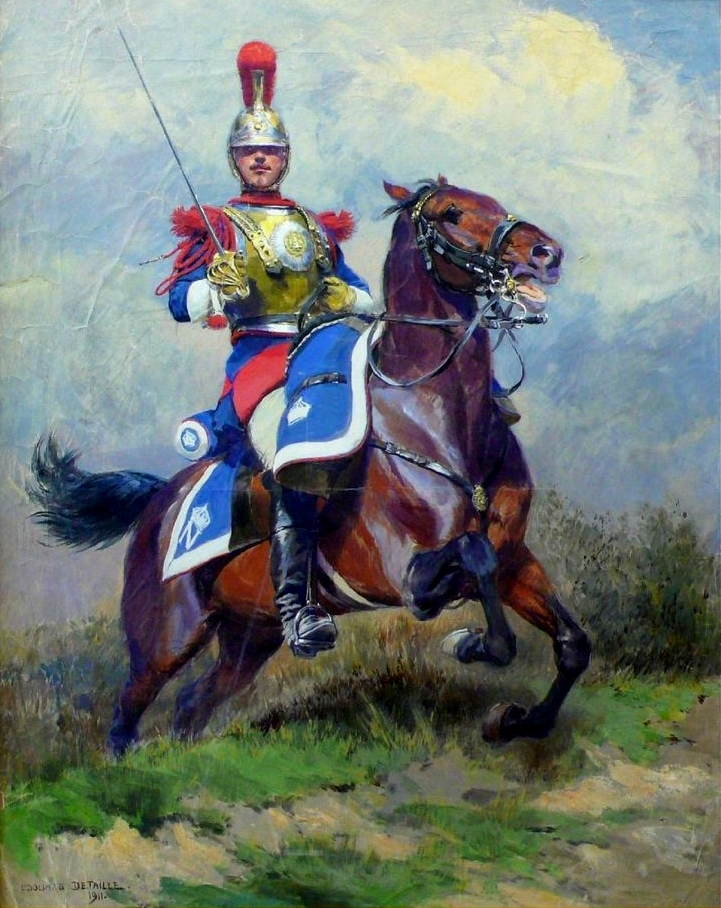
カラビニエール(銃騎兵)